# 지리멸렬 (영화)
《지리멸렬》은  봉준호가 1994년 한국영화아카데미 11기때 감독한 단편 영화이다. '바퀴벌레', ' 골목 밖으로', '고통의 밤' 등 세편의 개별적 이야기와 그것을 유기적으로 연결한 '에필로그' 등 네 편의 단편으로 구성된 옴니버스물이다. 봉준호 감독은 마지막 에피소드에서 단역 출연한다.

## 줄거리
- 에피소드 1 - 바퀴벌레 : 연구실에서 음란잡지를 보았던 교수가 여학생을 연구실로 보낸 후에 쩔쩔 맨다.
- 에피소드 2 - 골목 밖으로: 신문사 논설위원이 아침운동을 하면서 남의 문앞에 놓여있는 우유를 습관적으로 훔쳐먹는다.
- 에피소드 3 - 고통의 밤: 만취한 엘리트 검사가 용변을 보려다 곤욕을 당한다.
- 에필로그: 이들 세사람이 TV프로그램에 출연하여 사회문제에 관한 대담을 나눈다

## 캐스트
- 유연수: 김교수 역 (에피소드1)
- 임상효: 과대표 김양 역 (에피소드1)
- 윤일주: 논설위원 역   (에피소드2)
- 신동환: 신문배달부 역 (에피소드2)
- 김선화:폭력 아줌마 역 (에피소드2)
- 김뢰하: 변 검사 역 (에피소드3)
- 박광진: 아파트 경비원 역 (에피소드3)
- 이상엽: TV토론 사회자 역 (에필로그)
- 봉준호: 배달소년 형 역 (에필로그)

## 제작진
- 감독/각본: 봉준호
- 촬영감독: 조용규
- 카메라: 조용규, 손태웅
- 미술: 조응삼
- 편집: 봉준호, 정선영
- 조명: 임재홍, 장준환
- 현상/옵티컬/녹음: 영화진흥공사
- 제작: 영화진흥공사/영화아카데미

## 영화 정보
- 《지리멸렬》은 봉준호 감독의 한국영화아카데미 정규11기 3차 실기작품이다.
- 《지리멸렬》2007년 한국영화아카데미에서 발매한 '나의 아름다운 단편2' DVD에 봉준호 감독의 코멘터리와 함께 수록되어 있다.[1]
- 제72회 칸국제영화제에서 봉준호 감독이 《기생충》으로 황금종려상을 수상한 것에 맞춰 KBS 독립영화관에서는 2019년 6월 1일, 봉준호 감독의 단편영화 《지리멸렬》을 긴급 편성했다. 2004년 《올드보이》로 칸 심사위원대상을 수상한 적이 있는 박찬욱 감독의 단편 영화 심판도 함께 방송되었다.[2]